# Таланов, Виктор Львович
Виктор Львович Таланов (1 мая 1951, Ленинград, РСФСР, СССР — 6 мая 2025, Санкт-Петербург, Россия) — российский политический деятель, депутат Государственной Думы ФС РФ первого созыва (1993—1995).

## Биография
Получил высшее образование на физическом факультете Ленинградского государственного университета. До 1985 года работал в Научно-производственном объединении «Пластполимер» научным сотрудником, руководителем социального бюро. С 1985 по 1990 год работал научным сотрудником Ленинградского электротехнического института связи имени М. А. Бонч-Бруевича. В 1990 году избран депутатом и членом президиума Ленинградского городского Совета народных депутатов, с 1990 по 1993 год был председателем комиссии по торговле, общественному питанию и сфере бытовых услуг Ленинградского (позже Санкт-Петербургского) горсовета. В 1990 году вступил в Демократическую партию России, был членом правления и политсовета партии. В 1993 году работал в Санкт-Петербурге руководителем отдела социальных исследований ТОО «ИТЕС Центр».
В 1993 году был избран депутатом Государственной думы Федерального Собрания Российской Федерации первого созыва. В Государственной думе был членом комитета по собственности, приватизации и хозяйственной деятельности, членом Комиссии по контролю за электронной системой Госдумы, входил во фракцию Демократической партии России.
С 1993 года по 1996 год возглавлял Санкт-Петербургское городское отделение Демократической партии России. Президент Северо-Западного центра политических технологий, член Общества психологов РФ, автор свыше 50 научных работ. В последние годы занимался практической психологией и соционикой.
Супруга — Ольга Таланова, дети: Александр и Евгения.
Скончался 6 мая 2025 года в Санкт-Петербурге.